# Sofia da Pomerânia-Słupsk
Sofia da Pomerânia-Słupsk (1435 – 24 de agosto de 1497) foi uma Duquesa da Pomerânia, esposa de Érico II, Duque da Pomerânia. 

## Biografia
Sofia era filha de Bogislau IX, Duque da Pomerânia, e Maria da Mazóvia. Em 1446, seu pai morreu e foi sucedido pelo seu primo, Érico da Pomerânia, Rei da Dinamarca, Noruega e Suécia.
Em 1451, Sofia se casou com Érico II, Duque da Pomerânia, tornando seu esposo o herdeiro dos territórios do rei Érico, enquanto ela se manteve como herdeira de sua fortuna particular. Com a morte do rei Érico, em 1459, o marido de Sofia uniu a Pomerânia através da herança da Pomerânia-Słupsk e da Pomerânia-Darlowo, pelo seu casamento, enquanto Sofia se tornou a única proprietária da grande fortuna, trazida por Érico, de seus antigos reinos na Escandinávia, assim como a riqueza que ele tinha adquirido pela sua pirataria na Gotlândia. 
Como Érico negou a Sofia, qualquer poder político sobre os territórios por ele adquiridos através dela, o que ela sentiu que tinha direito, o casal se separou. Sofia mudou-se para o castelo de Darlowo com seus filhos e seu amante, Hans de Maszerski. Em 1470, ela recusou-se a financiar a guerra de seu marido com Brandemburgo. Ela ficou viúva em 1474. 
De acordo com uma antiga lenda, ela deve ter envenenado seus filhos Venceslau e Casimiro, mas quando ela tentou o mesmo com seu filho Bogislau com um sanduíche envenenado, ele foi avisado pelo seu jogral. O sanduíche foi dado a um cão, que morreu, depois de Sofia ter fugido para o Danzigue.

## Descendência
Sofia casou-se com Érico II e teve nove filhos:
1. Bogislau X (1454 - 1523)
2. Casimiro (nascido por volta de 1455 - 1474)
3. Venceslau (nascido depois de 1465 - 1475)
4. Barnim (nascido depois de 1465 -1474)
5. Isabel (morta em 1516), Prioresa do Convento de Verchen
6. Sofia da Pomerânia (1460 - 1504), casou-se com o Duque Magno II de Mecklemburgo (1441 - 1503)
7. Margarida (morta em 1526), casou-se com o Duque Baltazar de Mecklemburgo (1451 - 1507), administrador dos Príncipe-bispados de Hildesheim e Schwerin
8. Catarina da Pomerânia (nascida por volta de 1465 - 1526), casou-se com o Duque Henrique IV de Brunsvique-Lunenburgo (1463 - 1514), Príncipe de Vonfenbutel
9. Maria (morta em 1512), Abadessa do Convento de Wolin